# Maciej Borniński
Maciej Borniński (ur. 5 października 1929 w Radomiu, zm. 25 września 1993 w Warszawie) – polski aktor teatralny i filmowy.
Na scenie Teatru im. Stefana Żeromskiego w Kielcach zadebiutował 10 października 1955, trzy lata później ukończył kieleckie Studium Aktorskie Byrskich. W sezonie 1958/1959 występował w Teatrze Dramatycznym w Poznaniu, od następnego przez cztery lata był związany z Teatrem im. Wojciecha Bogusławskiego w Kaliszu. W 1963 Maciej Borniński zaczął grać w Teatrze im. Juliusza Osterwy w Gorzowie Wielkopolskim, ale po trzech sezonach przeniósł się na stałe do Warszawy. Od 1966 grał przez dwa sezony w Teatrze Dramatycznym, a od 1968 do 1976 w Teatrze Polskim (poza sezonem 1973/1974, kiedy występował w repertuarze Teatru Ochoty). W 1976 przeszedł do Teatru na Woli, skąd po dziesięciu latach przeniósł się do Teatru Narodowego. W międzyczasie grał gościnnie w Teatrze Kwadrat (sezon 1984/1985).
Jako aktor filmowy i telewizyjny grał role drugoplanowe i nigdy nie odniósł na tym polu sukcesu. 
Pochowany na cmentarzu Bródnowskim w Warszawie (kwatera 14A-4-24).

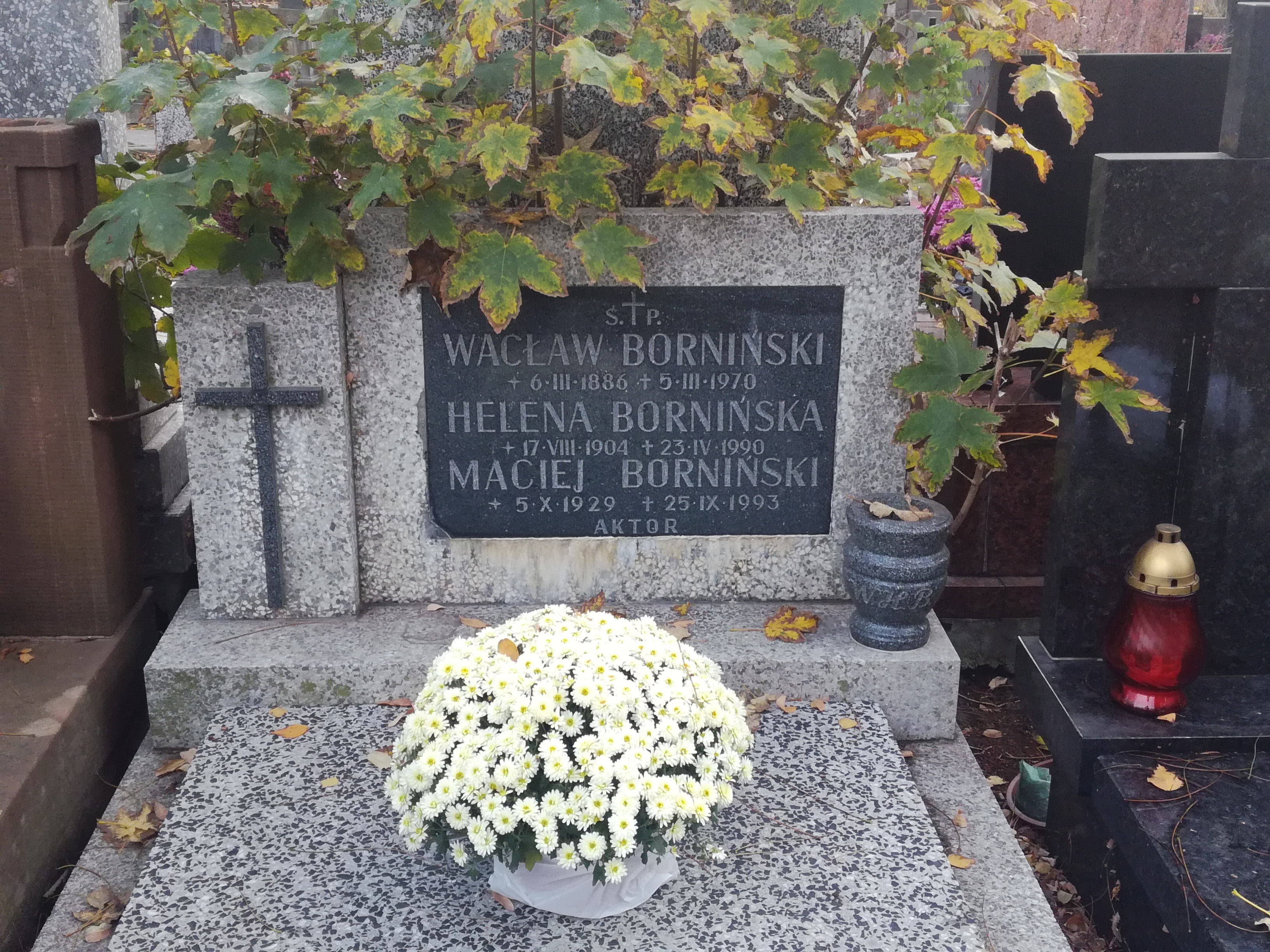
Grób Macieja Bornińskiego na cmentarzu Bródnowskim

## Filmografia
- 1966: Piekło i niebo − szczęśliwy mieszkaniec nieba
- 1973: Wielka miłość Balzaka − krytyk (odc. 2)
- 1973: Czarne chmury − odźwierny w rezydencji Hoverbecka (odc. 6 i 9)
- 1978: Życie na gorąco − lekarz na „Arce Noego” (odc. 8)
- 1980: Gorączka − szpicel
- 1980-1982: Dom − zagraniczny dziennikarz oglądający plan odbudowy Warszawy (odc. 3); adwokat Basi (odc. 8)
- 1981: Wielka majówka − pracownik przechowalni na Dworcu Centralnym
- 1981: Najdłuższa wojna nowoczesnej Europy − ksiądz Prusinowski, członek redakcji „Gazety Polskiej” (odc. 5)
- 1984: 111 dni letargu − więzień w szpitalu
- 1987: Opowiadanie wariackie − chory
- 1987: Misja specjalna − kelner w szkole wywiadu
- 1988: Gdzieśkolwiek jest, jeśliś jest... − psychicznie chory
- 1988: Dekalog I − ojciec Jacka
- 1989: Lawa − członek chóru w „Dziadach"
- 1992: Kuchnia polska − oficjel na dożynkach (odc. 3)